# ناحية ألوار غرمسيري
ناحية ألوار غرمسيري(بالفارسية: بخش الوار گرمسیری) هي ناحية في مقاطعة انديمشك، محافظة خوزستان، إيران. حسب إحصاء 2017، بلغ عدد سكان الناحية 14793 فردا في 3978 عائلة. بالناحية مدينة واحدة هي حسينية وبها 3 مناطق ريفية هي قسم حسينية الريفي وقسم مازو الريفي وقسم قيلاب الريفي.